# Olivier de Bacquehem
Olivier de Bacquehem, též Olivier Marquis de Bacquehem (25. srpna 1847 Opava – 22. dubna 1917 Vídeň), byl rakousko-uherský, respektive předlitavský státní úředník a politik, v letech 1886–1893 ministr obchodu Předlitavska, v období let 1893–1895 ministr vnitra Předlitavska.

## Biografie

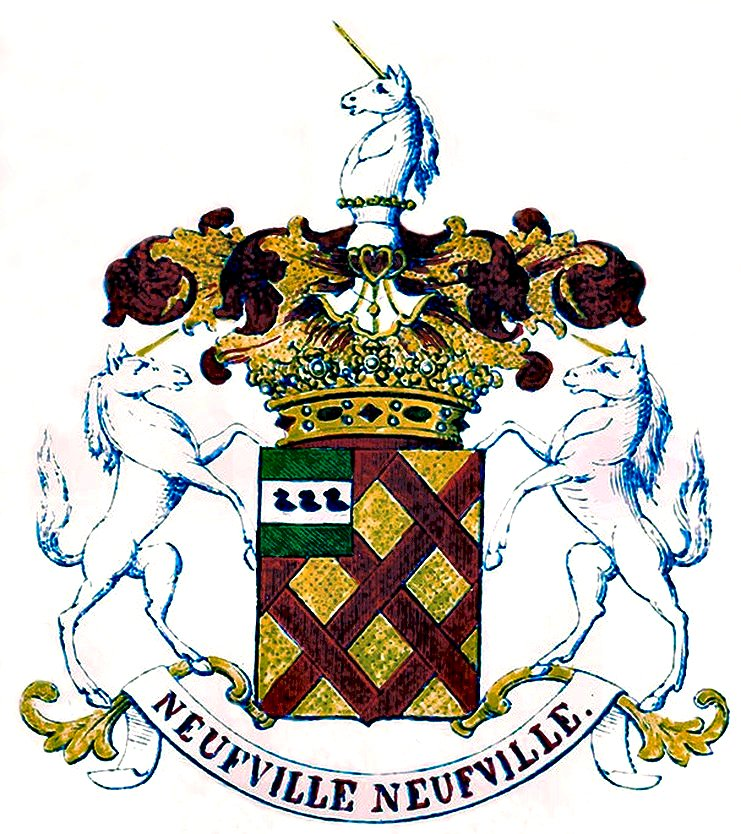
Erb rodu Bacquehemů

Pocházel ze staré francouzské šlechtické rodiny s historií sahající do 12. století. Předkové za Velké francouzské revoluce přesídlili do Rakouska. Narodil se jako jediný syn c. k. rytmistra Chrétiena Pierra Bacquehema (1813–1889) a jeho manželky Clotildy, rozené hraběnky Rindsmaulové (1822–1884). Středoškolské vzdělání získal na Terezianu a v letech 1865–1869 studoval práva na vídeňské univerzitě. S titulem doktora práv působil od roku 1869 ve státních službách, začínal jako nižší soudní úředník u zemského soudu v Linzi a ve Vídni. Od roku 1871 byl koncipistou na ministerstvu kultu a vyučování. V roce 1874 se stal tajemníkem místodržitelství na Moravě a následně v Čechách, v rychlém sledu vystřídal působení na okresních úřadech v Novém Jičíně, Místku, Karlových Varech, Českých Budějovicích a Sušici. V letech 1876–1877 byl okresním hejtmanem v Prachaticích a v letech 1877–1879 v Děčíně. Po okupaci Bosny a Hercegoviny byl přeložen do Sarajeva jako přednosta prezidiální kanceláře zemské vlády s titulem místodržitelského rady. V letech 1881–1882 byl radou zemské vlády v Korutanech a Horním Rakousku, v roce 1882 obdržel titul dvorního rady. V roce 1882 se stal zemským prezidentem (místodržícím) Slezska.
Dne 16. března 1886 se stal ministrem obchodu Předlitavska ve vládě Eduarda Taaffeho. Ministerstvo vedl do 11. listopadu 1893. V následující vládě Alfreda Windischgrätze zastával od 12. listopadu 1893 do 19. června 1895 post ministra vnitra Předlitavska. Jako ministr obchodu pokračoval v zestátňování některých železničních drah a výstavbě nových tratí. Za jeho působení v rezortu byl přijat další zákon o lokálních drahách. Pomocí státních subvencí podporoval i lodní říční dopravu a námořní dopravu.
V roce 1895 po odchodu z vládních postů nastoupil na pozici místodržícího Štýrska. Z funkce odešel v roce 1898 kvůli nevoli, kterou vzbudila Badeniho jazyková nařízení. Proti nim se ve Štýrském Hradci konaly masové demonstrace, proti nimž nasadil vojsko. Roku 1900 přešel do Nejvyššího správního soudního dvora a od roku 1908 byl jeho prezidentem. Byl členem Panské sněmovny (jmenovaná horní komora Říšské rady).
Zemřel v dubnu 1917 po krátké nemoci na následky chřipky. Byl posledním potomkem svého rodu a je pohřben v rodné Opavě na městském hřbitově.

## Tituly a ocenění
Užíval šlechtický titul markýze, který rodina získala v roce 1765 ve Francouzském království, titul byl v roce 1844 potvrzen pro Rakouské císařství. Protože na rozdíl od pětistupňové šlechtické hierarchie v západní Evropě platil v Rakousku-Uhesku jen třístupňový systém, byl též uváděn jako hrabě. Jako člen vlády obdržel v roce 1886 titul c. k. tajného rady s nárokem na oslovení Excelence a v roce 1890 byl jmenován c. k. komořím. Během působení ve státních službách získal několik vysokých státních vyznamenání v Rakousku-Uhersku i od zahraničních panovníků, kromě toho byl čestným členem Řádu německých rytířů. Obdržel čestné občanství v Sarajevu (1881). Po odchodu z vlády byl v roce 1895 jmenován doživotním členem Panské sněmovny.

### Rakousko-Uhersko
- velkokříž Královského uherského řádu svatého Štěpána (1912)
- Jubilejní pamětní medaile (1898)
- velkokříž Leopoldova řádu (1892)
- Řád železné koruny I. třídy (1887)
- Řád železné koruny III. třídy (1879)

### Zahraničí
- velkokříž Řádu červené orlice (Německo)
- Řád sv. Stanislava I. třídy (Rusko)
- velkokříž Řádu sv. Mořice a sv. Lazara (Itálie)
- velkokříž Leopoldova řádu (Belgie)
- velkokříž Řádu Takova (Srbsko)
- rytíř Řádu nizozemského lva (Nizozemsko)
- velkokříž Řádu afrického osvobození (Libérie)

## Rodina
Ve věku 62 let se v roce 1909 ve Vídni oženil s Marií Josefou Polzerovou (1875–1934), dcerou c. k. podplukovníka Julia Karla Polzera (1834–1912). Marie Josefa byla se svými sourozenci v roce 1917 povýšena do hraběcího stavu s predikátem von Polzer-Hoditz. Jejím bratrem byl vlivný politik a státní úředník Arthur von Polzer-Hoditz (1870–1945).
Olivierova starší sestra markýza Asterie Clotilda Bacquehem (1846–1914) byla dámou nadačního ústavu šlechtičen v Brně, trvale ale pobývala v Linzi.